# Aharon Mordechai Zilberstrom
Aharon Mordechai Zilberstrom (né le 13 mai 1923 à Leipzig et mort le 7 juillet 2012 à Jérusalem) est un rabbin français et israélien, éducateur spécialisé affilié au mouvement de Loubavitch, élève de Monsieur Chouchani, qui habitait chez ses parents à Paris.

## Éléments biographiques
Aharon Mordechai Zilberstrom est né le 13 mai 1923 (27 Iyar 5683) à Leipzig en Allemagne,. Il est le fils de Binyamin Nachum Zilberstrom et de Freidel Fanny Zilberstrom née Kohn.
La famille s'installe en France avant la Seconde Guerre mondiale et reste en France durant la guerre.

### Études
Avec Monsieur Chouchani
En 1931, Binyamin Nachum Zilberstrom est désenchanté du judaïsme consistorial à Paris. Il cherche à donner un enseignement plus religieux à son fils Aharon Mordechai Zilberstrom. Il engage Monsieur Chouchani, qui pendant un an enseigne au jeune garçon, qui a 8 ans.
Chouchani, de plus, habite chez les Zilberstrom. 
Yeshivot
Il étudie dans des yeshivot en France et à la Yechiva de Heide (près d'Anvers) en Belgique.

### Seconde Guerre mondiale
Durant la guerre, il étudie avec le rabbin Schneour Zalman Schneersohn. C'est à cette époque qu'il se rapproche du mouvement hassidique de Loubavitch.

### Après la guerre
Il continue son association avec le rabbin Schneour Zalman Schneersohn qui établit des écoles pour orphelins juifs. Aharon Mordechai Zilberstrom, malgré son jeune âge (début de la vingtaine) devient un des directeurs. 

### Rencontre avec le rabbin Menahem Mendel Schneerson
En 1947, le futur rabbin de Loubavitch, Menahem Mendel Schneerson, vient à Paris, rencontrer sa mère Chana Schneerson, qu'il n'a pas vu depuis 20 ans. La rencontre a lieu chez le cousin de Menahem Mendel Schneerson, le rabbin Schneour Zalman Schneersohn.
Aharon Modechai Zilberstrom rencontre Menahem Mendel Schneerson qui lui donne des conseils comment agir avec des orphelins. Menahem Mendel Schneerson visite les orphelinats.

### Israël
Shilo
Aharon Mordechai Zilberstrom est encouragé par Menahem Mendel Schneerson à s'installer en Israël. Il devient directeur de l'école élémentaire Shilo à Jérusalem. Parmi les étudiants, on trouve le futur Rebbe de Gur.
Kfar Saba
Il dirige une école de Chabad à Kfar Saba.

### Mort
Il est mort le 7 juillet 2012 à Jérusalem, à l'âge de 89 ans.